# الفروثي
الفروثي، هي قرية من فئة (أ) تقع في محافظة المجمعة، والتابعة لمنطقة الرياض في السعودية. وتبعد الفروثي عن محافظة المجمعة بمسافة تقارب () كم.

## أقوال المؤرخين
- يقول ابن بليهد عن الفروثى:«فريثان يصب من جبل اليمامة وسكنه في العهد الأخير قبيلة الصعران يرأسهم مشاري بن بصيص، وهم ينتمون إلى قبيلة بريه من مطير إلى أن يقول والصعران من عنزة حالفوا مطير وفريثان يحمل اسمه إلى هذا العهد كما أن قريب منه وادي يقال له الفروثى وكلا الواديين يحملان إسميهما إلى هذا العهد».
- قال عبدالله بن خميس:«الفروثى بضم الفاء والراء، وإسكان الواو فثاء مكسورة فياء وبضم فاء الثاني - يقصد فريثان - وفتح رائه وإسكان يائه وفتح ثائه فنون: هجرتان للبصايصة من شيوخ مطير في حضن جبل طويق من غرب تابعتان سدير يبعدان عن المجمعة حوالي خمسة وأربعين كيلاً نحو الغرب، ويبلغ سكانهما في المتوسط حوالي أربعمائة نسمة وفوقهما من الجبل أنف بارز من مسافات بعيدة يدعى خشم الفروثي».
- ذكر أمين الريحاني في كتابه تاريخ نجد الحديث:«أن ملبي الجهاد منهما ألف رجل».
- ذكرت صحيفة أم القرى تحت عنوان زعماء الاخوان:«الذين حضروا الجمعية العمومية من الفروثي مشاري بن بصيص وقاعد بن بصيص وماجد بن خشمان وتركي بن بصيص وخالد بن بصيص».